# Tomorrow With You
Tomorrow With You (en hangul, 내일 그대와; romanización revisada, Naeil Geudaewa) es una serie de televisión surcoreana transmitida del 3 de febrero del 2017 hasta el 25 de marzo del 2017 por medio de la cadena TVN.

## Argumento
La serie sigue a Yoo So-hoon, el presidente de una exitosa compañía de inversiones en bienes raíces que posee la habilidad de viajar en el tiempo usando el subterráneo, gracias a su habilidad ha obtenido una inmensa fortuna, su única regla es nunca involucrarse en la vida de las personas, a pesar de conocer su futuro. Por otro lado Song Ma-sin, es una joven mujer que fue una popular actriz infantil cuando tenía 6 años luego de interpretar a "Bap-soon" en una película, sin embargo pronto su popularidad terminó, su madre comenzó a utilizarla para sus planes y su padre las abandonó, ahora con 30 años, trabaja como una fotógrafa anónima y su único sueño es llegar a ser reconocida por ello.
Pronto los destinos de Yo So-joon y Song Ma-rin se entrelazan, cuando ambos se dan cuenta de que son los únicos sobrevivientes de un accidente de tren, ocurrido 7 años atrás que le quitó la vida a varias personas, entre ellos a los padres de So-hoon.
Cuando So-hoon viaja al futuro y se da cuenta de que tanto él como Ma-rin mueren el mismo día, intenta descubrir la razón por la que sus destinos están enlazados y la forma de salvar a ambos, pronto sus sentimientos hacia ella comienzan a cambiar y juntos descubren el verdadero amor.

## Reparto

### Personajes principales
| Actor       | Personaje   | Ocupación                              | Nº de episodios | Duración |
| ----------- | ----------- | -------------------------------------- | --------------- | -------- |
| Lee Je-hon  | Yoo So-joon | CEO de "My REITs" / Viajero del Tiempo | 16              | 2017     |
| Shin Min-ah | Song Ma-rin | Fotógrafa / Esposa de So-joon          | 16              | 2017     |

### Personajes recurrentes
| Actor          | Personaje                | Ocupación                                                          | N.º de episodios | Duración |
| -------------- | ------------------------ | ------------------------------------------------------------------ | ---------------- | -------- |
| Jo Han-chul    | Shoon Doo-sik - "Mister" | Padre de Ma-rin / Viajero del Tiempo                               | 16               | 2017     |
| Kang Ki-doong  | Kang Ki-doong            | Líder del Equipo de Planificación en "My REITs" / Amigo de So-joon | 15               | 2017     |
| Baek Hyun-jin  | Kim Young-jin            | exdirector e Inversionista Inmobiliario en "My REITs" / Asesino    | 14               | 2017     |
| Park Joo-hee   | Shin Se-young            | Arquitecta en "Happiness Constructions" / Amiga de So-joon         | 14               | 2017     |
| Lee Jung-eun   | Cha Boo-sim              | Mamá de Ma-rin                                                     | 14               | 2017     |
| Chae Dong-hyun | Hwang Bi-seo             | Secretario de Young-jin en "My REITs"                              | 13               | 2017     |
| Kim Ye-won     | Lee Gun-sok              | Amiga de Ma-rin / Esposa de Young-jin (luego ex)                   | 13               | 2017     |
| Lee Bong-ryun  | Oh Soo-ri                | Dueña y Maestra de "So-ri Piano" / Amiga de Ma-rin                 | 13               | 2017     |
| -              | Cheon Min-joon           | Gerente de "Happiness Constructions"                               | 10               | 2017     |
| Kim Seung-hoon | Wang Jong-chul           | Director de "My REITs"                                             | 8                | 2017     |
| Lee Ah-rin     | Shin-bi                  | Fotógrafa de "Shin-bi Studio"                                      | 3                | 2017     |
| Shim Wan-joon  | Kang So-jang             | Constructor en "Happiness Constructions"                           | 3                | 2017     |
| Kim Seung-hoon | Hwang Sang-moo           | -                                                                  | 2                | 2017     |
| Hwang Hee      | Chun Min-joon            | -                                                                  | -                |          |

### Antiguos personajes recurrentes
| Actor        | Personaje      | Ocupación                                           | Rpisodios | Duración | Estado | Notas                                              |
| ------------ | -------------- | --------------------------------------------------- | --------- | -------- | ------ | -------------------------------------------------- |
| Oh Kwang-rok | Shin Sung-gyoo | CEO de "Happiness Constructions" / Papá de Se-young | 9         | 2017     | Muerto | asesinado por Kim Young-jin                        |
| Kim Won-hae  | -              | Padre de So-joon                                    | 3         | 2017     | Muerto | murió en la explosión del tren junto con su esposa |
| -            | Choi Ik-joon   | Presidente de "Sungjin Produce"                     | 3         | 2017     | Muerto | asesinado por Kim Young-jin                        |
| -            | Bit-na         | Amiga de Ma-rin / Modelo                            | 3         | 2017     | -      | -                                                  |
| -            | -              | Reportero                                           | 1         | 2017     | -      | -                                                  |
| -            | Sung-min       | Amigo de So-joon                                    | 1         | 2017     | -      | -                                                  |
| -            | Kim Joong-man  | Director de "Hyunshun Capital"                      | 1         | 2017     | -      | -                                                  |

## Episodios
La serie estuvo conformada por 16 episodios.
Fue emitida cada viernes y sábado a las 20:00 horas (zona horaria de Corea (KST)).

## Ratings
| Episodio # | emisión original      | audiencia           | audiencia    |
| Episodio # | emisión original      | AGB Nielsen Ratings | TNmS Ratings |
| ---------- | --------------------- | ------------------- | ------------ |
| 1          | 3 de febrero de 2017  | 3.857 %             | 3.9 %        |
| 2          | 4 de febrero de 2017  | 3.085 %             | 3.1 %        |
| 3          | 10 de febrero de 2017 | 2.701 %             | 3.2 %        |
| 4          | 11 de febrero de 2017 | 1.148 %             | 1.0 %        |
| 5          | 17 de febrero de 2017 | 1.034 %             | 1.4 %        |
| 6          | 18 de febrero de 2017 | 1.568 %             | 1.9 %        |
| 7          | 24 de febrero de 2017 | 1.635 %             | 1.8 %        |
| 8          | 25 de febrero de 2017 | 1.122 %             | 1.5 %        |
| 9          | 3 de marzo de 2017    | 1.158 %             | 1.6 %        |
| 10         | 4 de marzo de 2017    | 1.518 %             | 1.8 %        |
| 11         | 10 de marzo de 2017   | 0.868 %             | 1.3 %        |
| 12         | 11 de marzo de 2017   | 1.081 %             | 1.5 %        |
| 13         | 17 de marzo de 2017   | 1.022 %             | 1.3 %        |
| 14         | 18 de marzo de 2017   | 1.094 %             | 1.5 %        |
| 15         | 24 de marzo de 2017   | 0.943 %             | 1.05 %       |
| 16         | 25 de marzo de 2017   | 1.822 %             | 2.4 %        |
| Audiencia  | Audiencia             | 1.728 %             | 1.89 %       |

Nota:Los números rojos indican los porcentajes más altos mientras que los azules indican los más bajos.Este drama fue emitido en un canal de cable por lo que normalmente tienen audiencias bajas en  comparación con las emitidas en canales públicos (KBS, SBS, MBC & EBS).

## Producción
Dirigida por Yoo Je-won y escrita por Heo Sung-Hye, la serie fue creada por Studio Dragon.
Contó con el productor Cho Moon-joo, así como con los productores ejecutivos Kim Young-kyu y Park Jae-sam.
La serie fue protagonizada por los actores surcoreanos Lee Je-hon y Shin Min-a.
Obtuvo el apoyo de la compañía de producción "Celltrion Entertainment" (previamente conocida como "Dream E&M") y distribuida por tvN.

### Emisión en otros países
| País      | Cadenas            | Fecha de Inicio          | Fecha de Finalización |
| --------- | ------------------ | ------------------------ | --------------------- |
| Malasia   | 8TV                | 21 de abril de 2017      | -                     |
| Tailandia | Channel 7          | 29 de septiembre de 2017 | -                     |
| Filipinas | Asianovela Channel | 25 de febrero de 2019    | -                     |